# Алис от Франция, графиня на Вексен
Алис Френска, графиня на Вексен (4 октомври 1160 г. – 1220 г.) е френска принцеса, годеница на Ричард I от Англия, но никога не става негова съпруга. Алис става любовница на бащата на Ричард крал Хенри II, от когото има син Робърт, роден около 1179. Годежът ѝ е разтрогнат през 1190 г. чрез преговори между Ричард и нейния полубрат Филип Август, крал Френски. Ричард изтъква, че не може да се ожени за нея, защото тя е родила неговия брат. След това Филип се опитва да я сгоди за брата на Ричард, Джон, но майката на Ричард и Джон – Елеонор Аквитанска, прекратява преговорите. Алис се омъжва за Уилям IV, граф на Понтийо, на 20 август 1195 г. От брака си с него тя има три деца. Умира през 1220 година.